# Google Person Finder
Google Person Finder is een open source webapplicatie, bedoeld om vermisten op te sporen na een ramp, bijvoorbeeld na een aardbeving. De site is ontwikkeld door medewerkers van Google.

## Ontwikkeling
De applicatie is door Google ontwikkeld in de nasleep van de aardbeving in Haïti in 2010. De site is gebaseerd op het Katrina PeopleFinder Project dat werd opgezet door ruim 4000 vrijwilligers na orkaan Katrina. De Amerikaanse regering had hierom gevraagd omdat het zich grote zorgen maakte over de wirwar aan lijsten met vermisten die in omloop waren. Google heeft dit project in 2010 overgenomen.

## Werking
Gebruikers kunnen via de site aangeven dat iemand vermist is door een mini-dossier met personalia aan te maken, tevens kan er een persoonlijke oproep of een foto aan toe worden gevoegd. Als iemand informatie over een vermist persoon heeft kan hij/zij hier vervolgens op reageren. Ook de vermisten zelf kunnen aangeven waar ze zich bevinden. Als de ramp onder controle is en de meeste vermisten gevonden zijn worden de gegevens weer verwijderd en wordt de site weer offline gehaald. De site is namelijk alleen online als er ook daadwerkelijk een ramp is geweest.

## Inzet
De site werd onder meer ingezet bij de volgende rampen:
- Januari 2010, aardbeving Haïti 2010 (Binnen 72 uur gemaakt en online)
- Februari 2010, Aardbeving Chili februari 2010  (online binnen een dag)
- Juli 2010, Overstromingen in Pakistan 2010 (wordt als een mislukking beschouwt omdat mensen in het getroffen gebied niet over een internetverbinding beschikten)
- Februari 2011, Aardbeving Christchurch 2011 (online binnen 3 uur)
- Maart 2011, Zeebeving Sendai 2011 (online binnen 1 uur)
- Oktober 2011, Aardbeving Turkije 2011 (online binnen 1 uur)
- April 2013, Bomaanslagen tijdens de marathon van Boston 2013.
- November 2013, Tyfoon Haiyan
- April 2015, aardbeving Nepal 2015